# Lunar Atmosphere and Dust Environment Explorer
LADEE (сокр. от англ. Lunar Atmosphere and Dust Environment Explorer — «Исследователь лунной атмосферы и пылевого окружения») — программа изучения лунной атмосферы и пылевого окружения её орбиты. Аппарат запущен 7 сентября 2013 года. Полная стоимость проекта оценена примерно в 280 миллионов долларов.

## История и предпосылки
Миссия LADEE была представлена в феврале 2008 года во время оглашения бюджета НАСА на 2009 год. Изначально запуск планировалось осуществить совместно с запуском спутника GRAIL.

### СвечениеэкзосферыЛуны

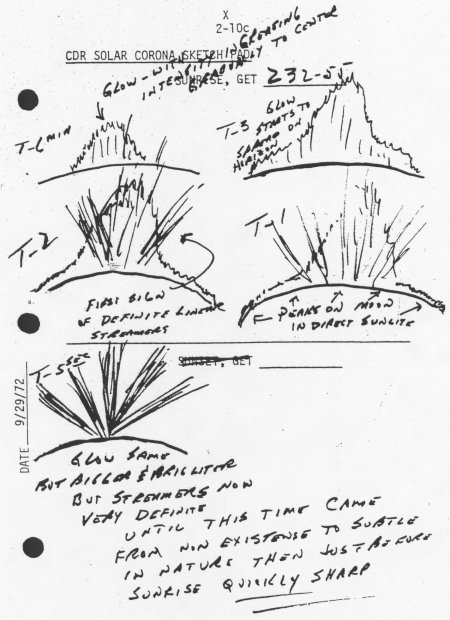
Зарисовка свечения, наблюдавшегося экипажами «Аполлонов»

В ходе полётов «Аполлонов» астронавты обнаружили, что солнечный свет рассеивается около лунного терминатора, вызывая «свечение горизонта» и «потоки света» над лунной поверхностью. Этот феномен наблюдался с тёмной стороны Луны в течение закатов и рассветов как с посадочных аппаратов на поверхности, так и астронавтами на лунной орбите. Рассеяние явилось неожиданностью, так как до этого считалось, что Луна практически не обладает атмосферой или экзосферой.
Однако, согласно моделям, предлагавшимся ещё с 1956 года, на дневной стороне ультрафиолетовое и гамма-излучение Солнца выбивают электроны из атомов и молекул. Образовавшиеся положительно заряженные пылевые частицы выбрасываются на высоты от нескольких метров до нескольких километров, при этом меньшие по массе частицы достигают бо́льших высот. А на ночной стороне пыль приобретает отрицательный заряд благодаря электронам из солнечного ветра. «Модель фонтана» предполагает, что на ночной стороне пыль приобретает бо́льший по величине заряд, чем на дневной, что должно приводить к выбросу частиц на бо́льшие высоты и с бо́льшими скоростями. Этот эффект может усиливаться во время прохождения Луной магнитного хвоста Земли. На линии терминатора при этом могут возникать сильные горизонтальные градиенты электрического поля между ночной и дневной стороной, что должно приводить к перемещению частиц пыли. Таким образом, достаточное количество пыли может постоянно находиться на больших высотах, что и могло явиться причиной наблюдавшихся свечений.
Другой причиной может служить «натриевый хвост» Луны, открытый в 1998 году во время наблюдения метеоритного потока Леонидов учёными Бостонского университета. Атомарный натрий постоянно испускается с поверхности Луны. Давление солнечного света ускоряет атомы, формируя протяжённый хвост в направлении от Солнца длиной в сотни тысяч километров. Этот хвост также может являться причиной наблюдавшихся лунных свечений.

### Ограниченность дальней космической связи
Современные системы дальней космической связи могут обеспечить лишь крайне низкую скорость передачи данных. Например, бо́льшая часть данных от «Вояджеров» принимается со скоростью 160 бит/с, а передача изображений высокого разрешения с Марса может занимать 90 минут. Использование лазерных лучей вместо радиоволн в качестве средства передачи данных может дать существенный выигрыш в скорости передачи.

## Цели миссии
Основные научные цели миссии LADEE:
1. Определение общей плотности, состава и изменчивости во времени экзосферы Луны до её возмущения дальнейшей деятельностью человека, а также поиск естественных процессов, оказывающих на неё влияние;
2. Определение причины рассеянного свечения, наблюдавшегося астронавтами «Аполлонов» в 10 километрах над поверхностью Луны;
3. Определение размеров, формы и пространственного распределения частиц космической пыли, движимых электростатическими полями.
4. Определение возможного влияния лунной атмосферы на будущие полёты и на возможность проведения астрономических наблюдений с поверхности Луны.

Проводились испытания системы двусторонней лазерной связи между Луной и Землей, которая позволит существенно увеличить скорость передачи данных по сравнению с существующими системами дальней космической связи, использующих для передачи радиоволны.

## Устройство аппаратаLADEE
Аппарат построен на базе космической платформы Modular Common Spacecraft Bus.

### Двигатели
Двигательная система включает в себя систему коррекции орбиты и реактивную систему управления.
Система коррекции орбиты должна обеспечить основное ускорение аппарата LADEE. Главным двигателем, входящим в неё, является High Performance Apogee Thruster (HiPAT) тягой 455 Н.
Система реактивного управления обеспечивает:
1. Удержание ориентации аппарата во время работы системы коррекции орбиты;
2. Сброс момента инерции маховиков системы гиростабилизации, управляющей ориентацией аппарата в промежутках между манёврами;
3. Выполнение манёвров в течение научной фазы полёта;
4. Последующий сход с орбиты для захоронения аппарата путём столкновения с поверхностью Луны.

Двигатели, входящие в систему реактивного управления, обеспечивают тягу 22 Н и являются уменьшенными аналогами главного двигателя.

### Научная аппаратура

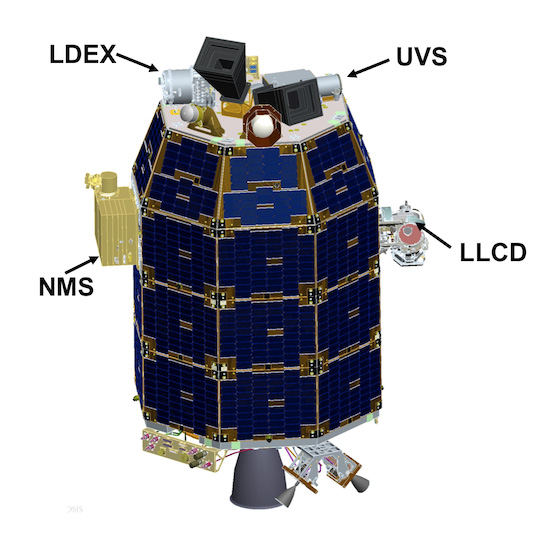
Схема расположения внешних приборов аппарата LADEE
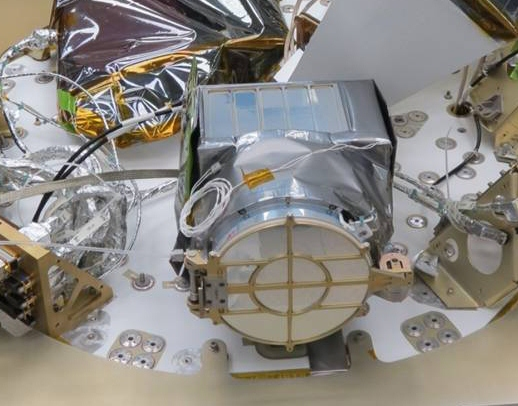
Датчик пыли LDEX
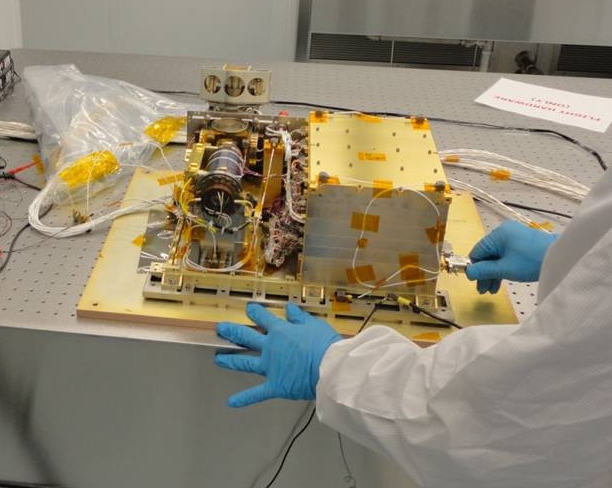
Нейтральный масс-спектрометр NMS
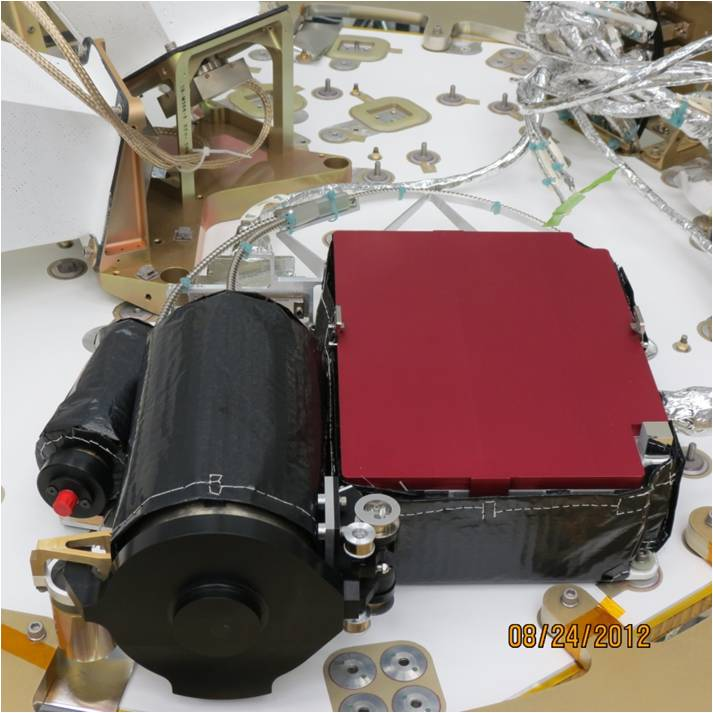
Спектрометр ультрафиолетового и видимого диапазонов UVS

### Запуск

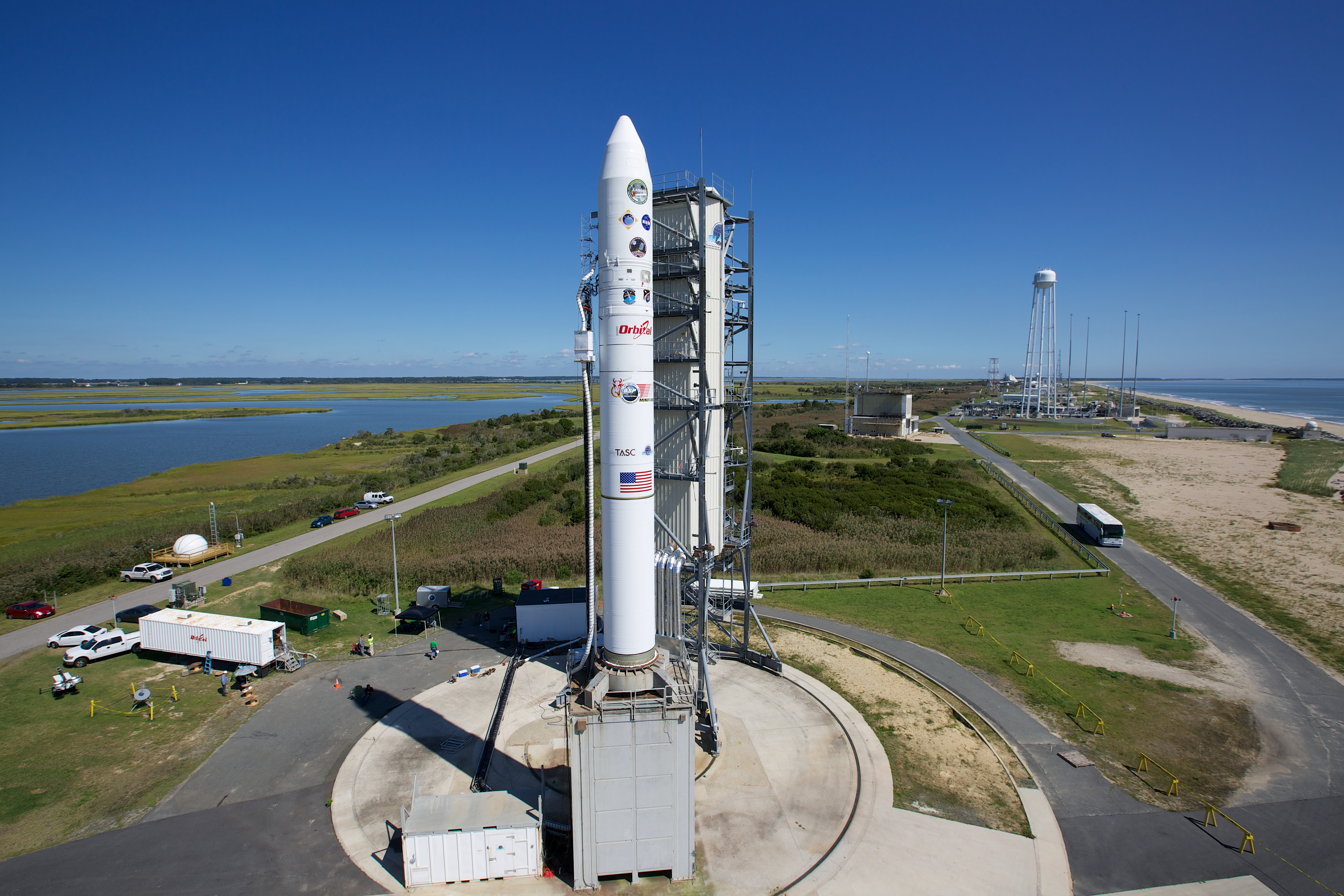
LADEE и ракета-носитель «Минотавр-5» на стартовой площадке
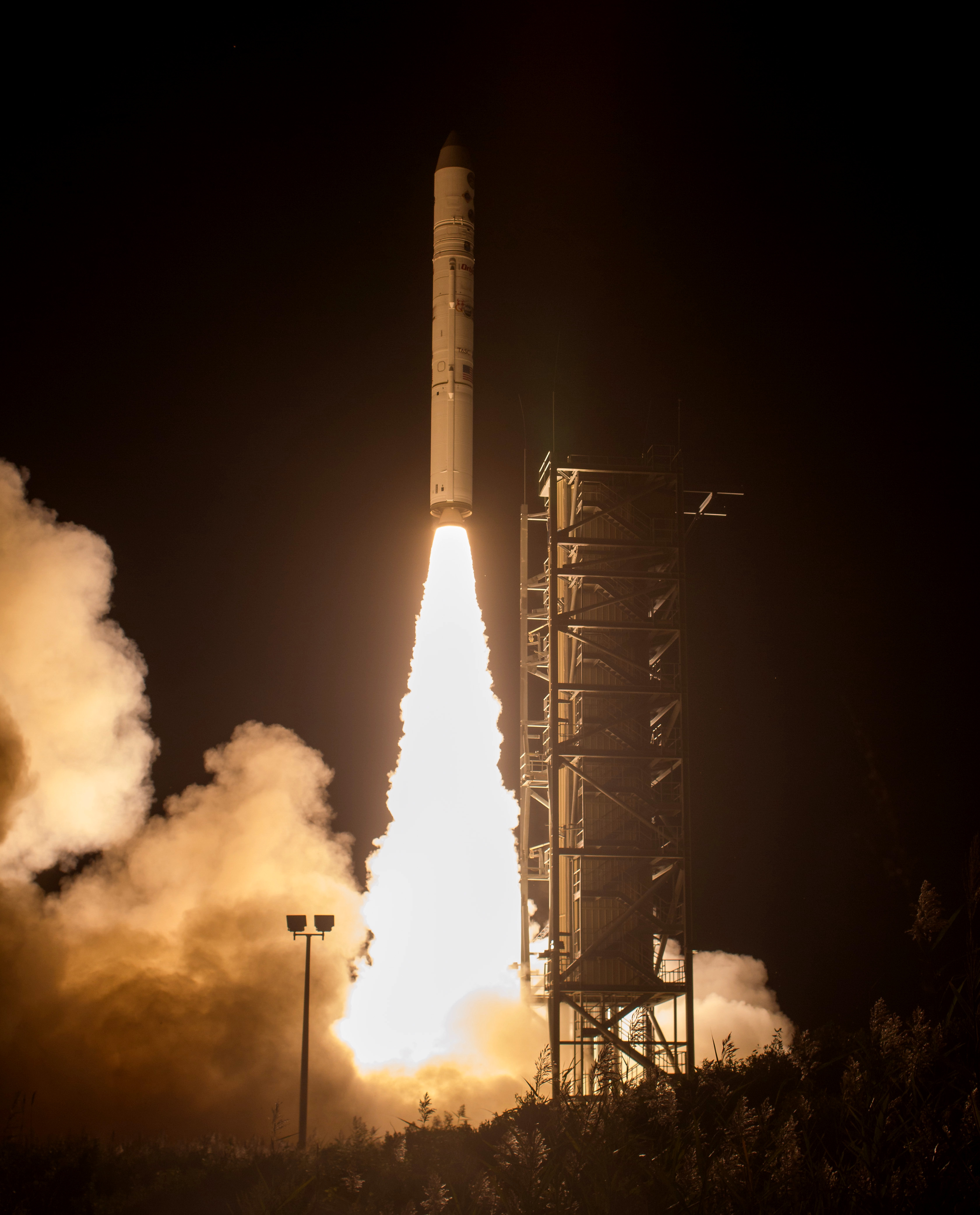
Запуск ракеты-носителя «Минотавр-5» с аппаратом LADEE
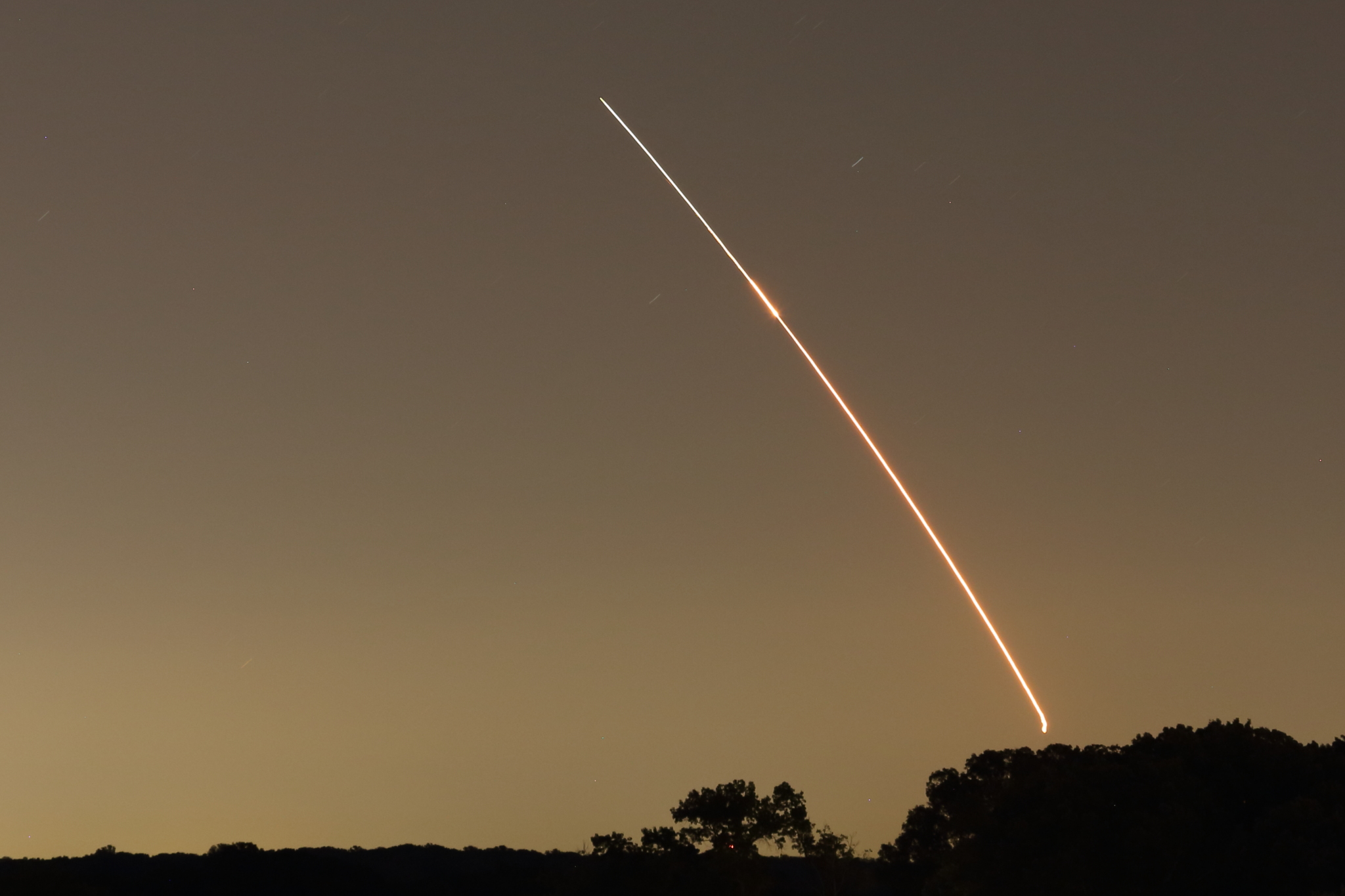
Старт LADEE, Виенна, штат Виргиния

## Галерея

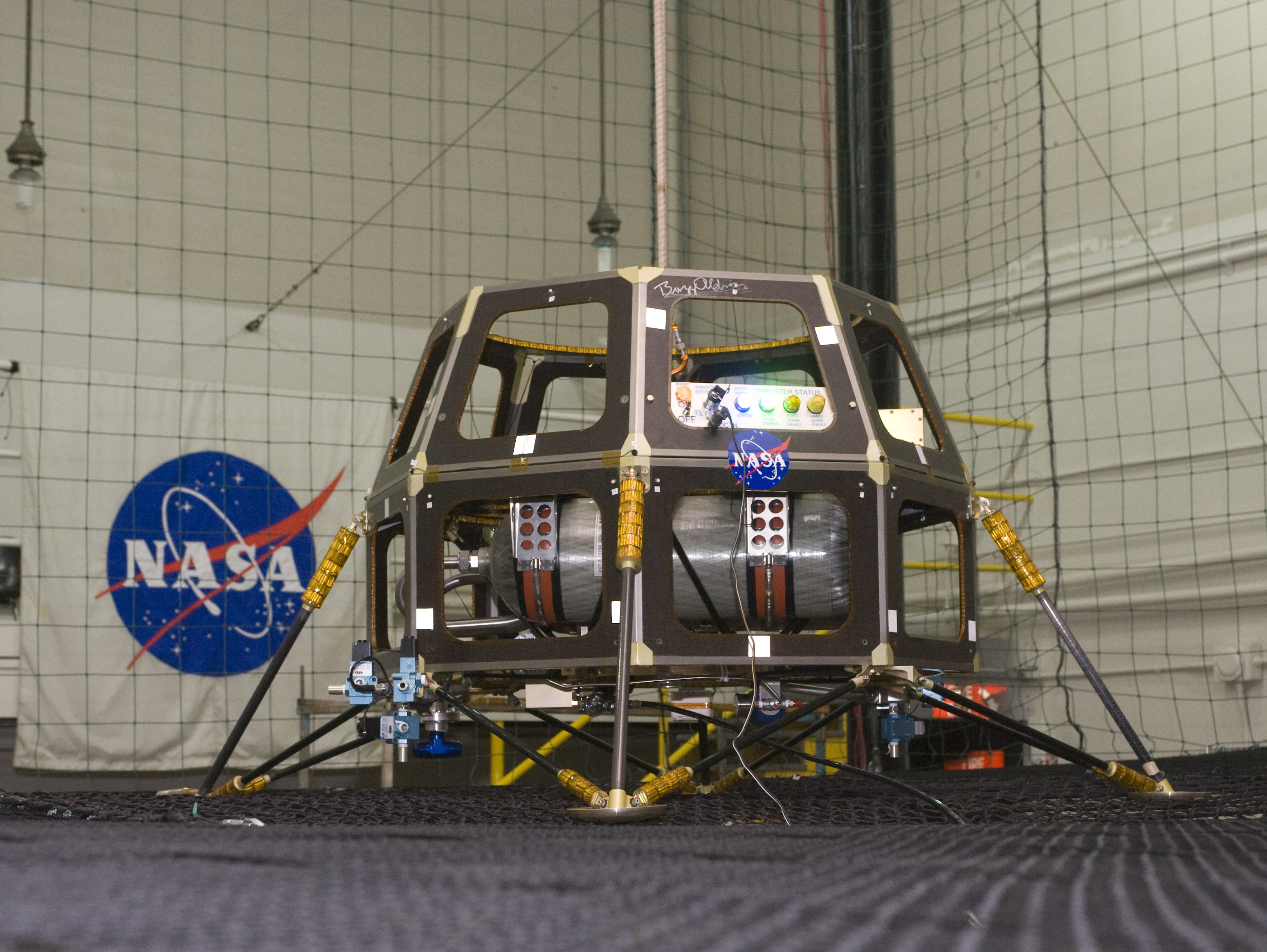
Тестирование основы LADEE, Modular Common Spacecraft Bus, в исследовательском центре Эймса, 2008 год.
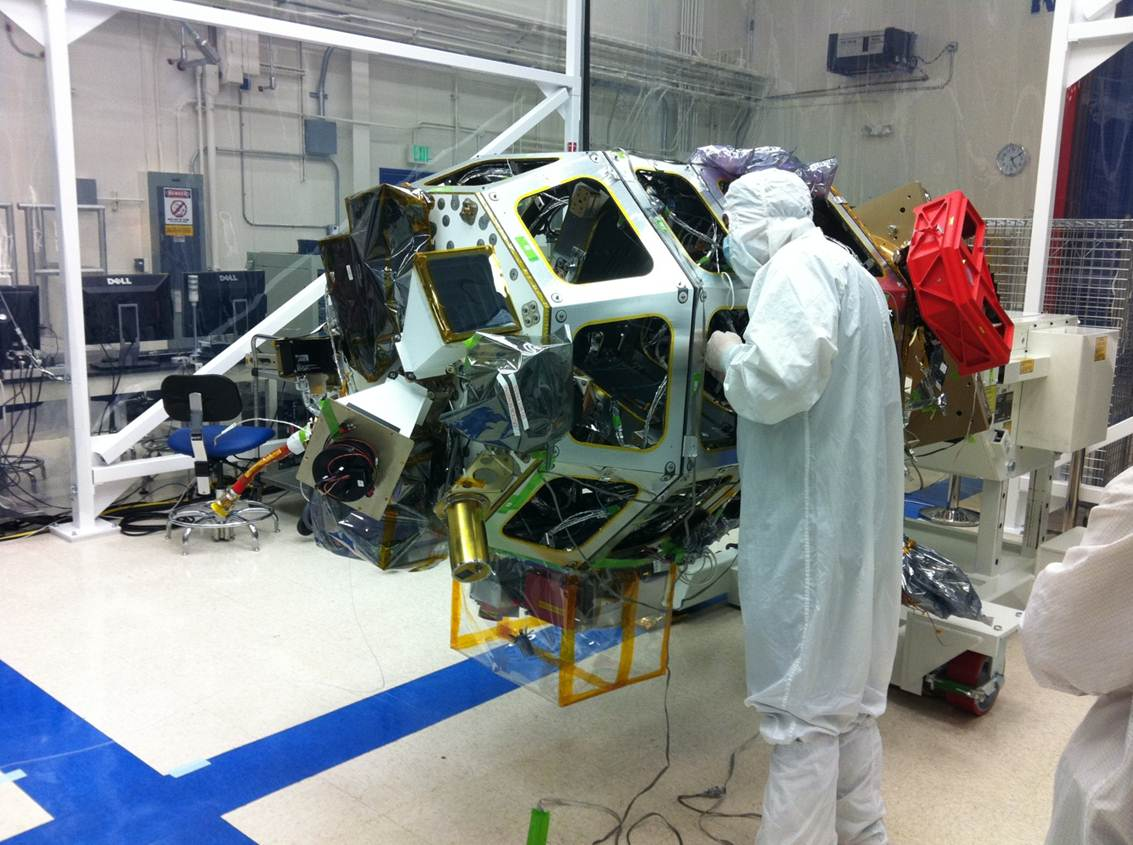
Установка солнечных панелей на аппарат LADEE в чистой комнате исследовательского центра Эймса.
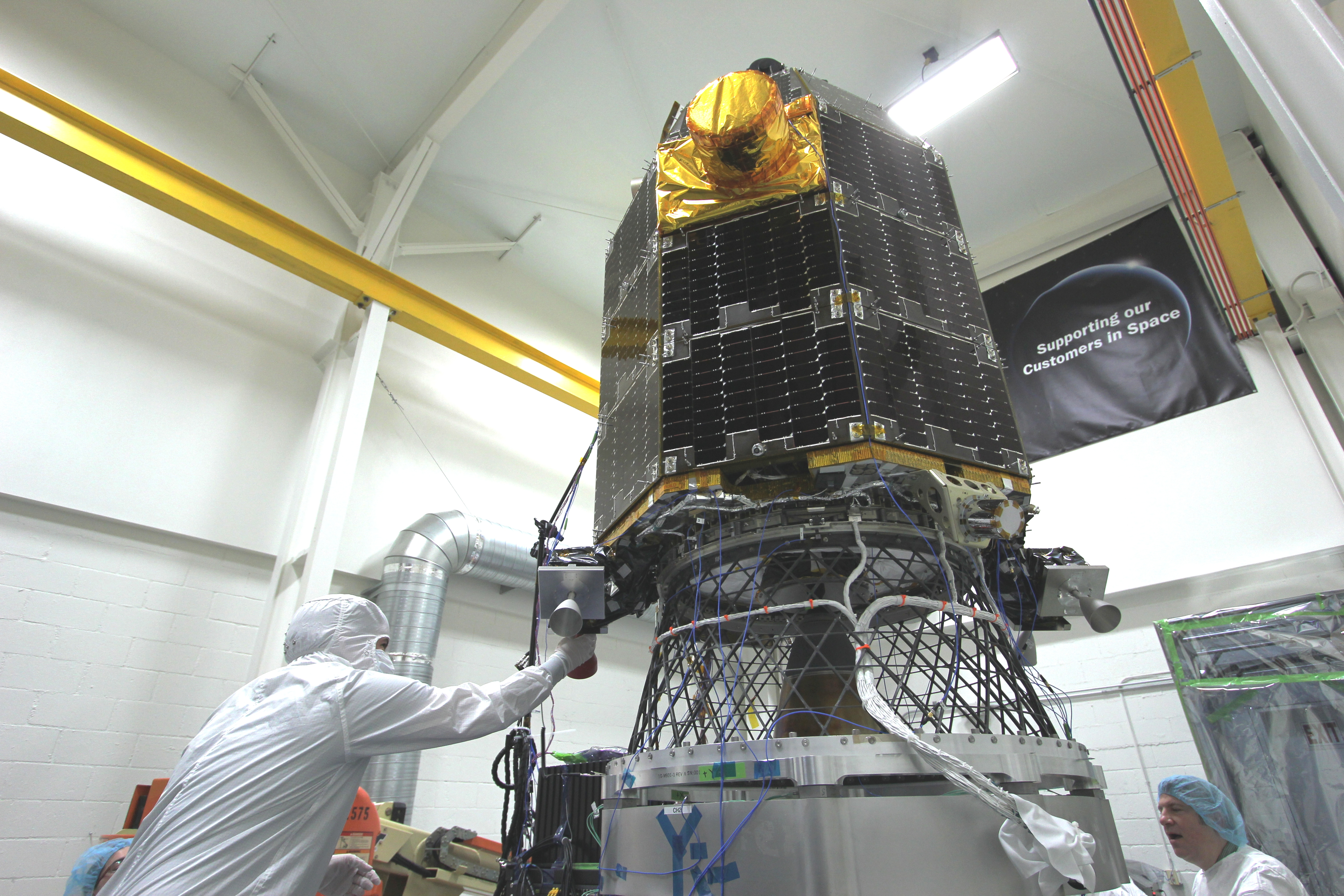
LADEE перед испытаниями на вибростенде, январь 2013 года.
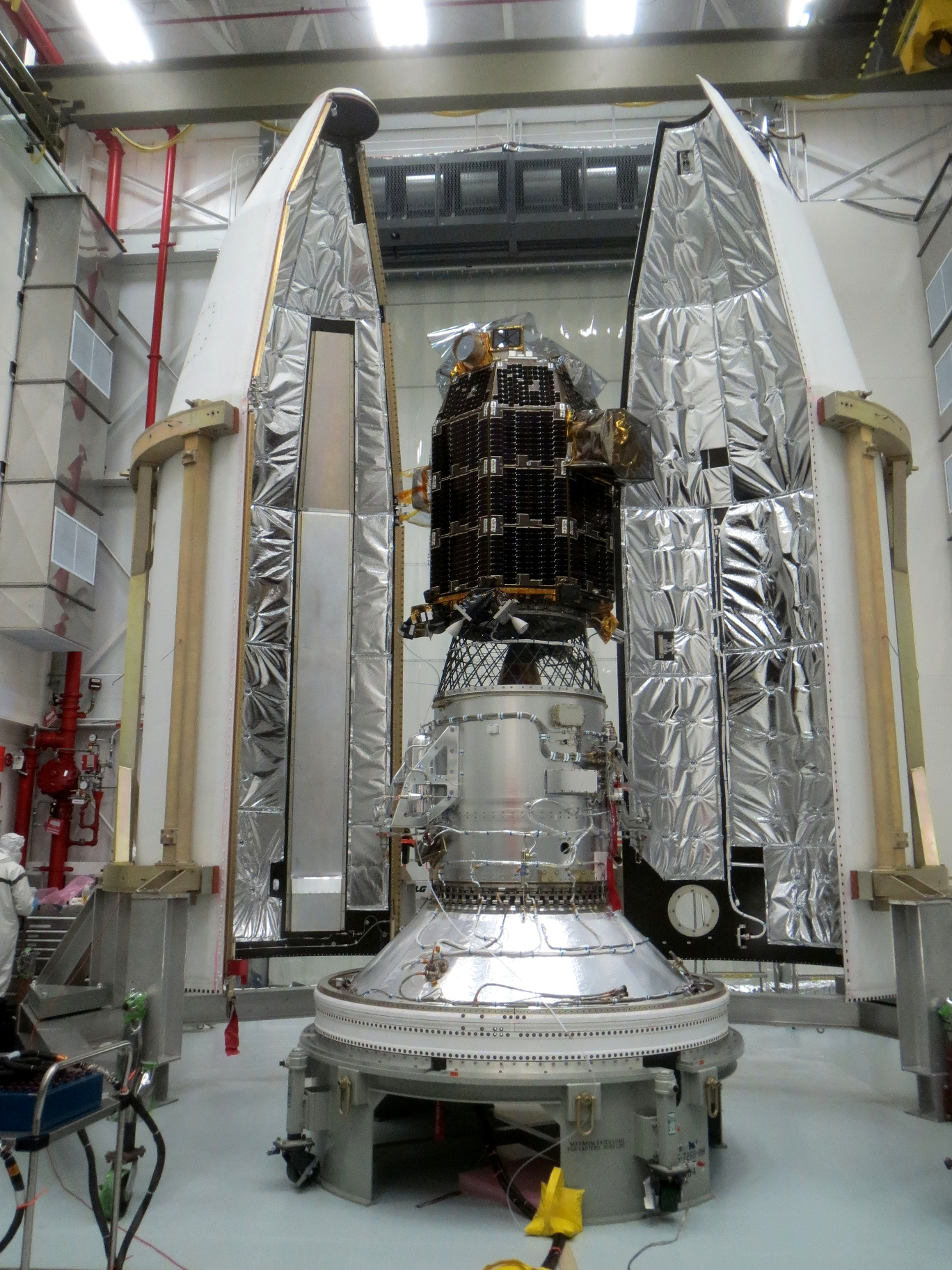
LADEE перед установкой головного обтекателя, август 2013 года.